# Antonín Trubecký
Antonín Trubecký (15. prosince 1907 – 20. března 1986 Opava-Komárov[zdroj?]) byl český a československý politik a poslanec Prozatímního Národního shromáždění za Československou sociální demokracii.

## Biografie
V roce 1940 se uvádí, že jistý Antonín Trubecký z Kravařova byl zatčen a vězněn do roku 1945 za odbojovou činnost v Obraně Slezska. V roce 1943 byla německými úřady vystěhována z vesnice celá rodina.
V letech 1945–1946 byl poslancem Prozatímního Národního shromáždění za ČSSD. Setrval zde do parlamentních voleb v roce 1946.
Během únorového převratu roku 1948 se jistý Antonín Trubecký uvádí jako člen Akčního výboru Národní fronty v Opavě za Jednotný svaz českých zemědělců.